# Paul Richard Gallagher
Paul Richard Gallagher (Liverpool, 1954. január 23. –) brit szentszéki diplomata, hodelmi címzetes érsek, az Apostoli Szentszék korábbi burundi, guatemalai és ausztráliai apostoli nunciusa, 2014 óta a Pápai Államtitkárság Államokkal való Kapcsolatok Részlegének vezetője.

## Élete
Paul Richard Gallagher 1954-ben született Liverpoolban. A wooltoni Xavéri Szent Ferencről elnevezett főiskolán tanult, és 1977-ben szentelték pappá, majd szülővárosának Fazakerley nevű városrészében kezdte meg szolgálatát. Hamarosan a Pápai Egyházi Akadémia, majd a Gregoriana Pápai Egyetem hallgatója lett, ahol kánonjogból doktorált, és 1984-ben a Szentszék diplomáciai szolgálatába lépett.
Eleinte Tanzániában, Ugandában, a Fülöp-szigeteken és a Pápai Államtitkárságon dolgozott diplomataként, majd 1997-ben Burundiban lett az apostoli nunciatúra elsőbeosztottja. 2000-ben II. János Pál pápa az Európa Tanács strasbourgi különleges megfigyelőjévé nevezte ki. 2004-ben Burundi apostoli nunciusa és Hodelm címzetes érseke lett, majd 2009-ben XVI. Benedek pápa guatemalai apostoli nunciusnak, 2012-ben pedig Ausztrália apostoli nunciusának nevezte ki. Neve 2009-ben felmerült, mint lehetséges westminsteri érsek, de végül nem őt nevezték ki.
Ferenc pápa 2014 novemberében a Pápai Államtitkárság Államokkal való Kapcsolatok Részlegének vezetőjévé nevezte ki, így a Szentszék fődiplomatája, gyakorlatilag külügyminisztere lett.
2022-ben elnyerte a Magyar Érdemrend parancsnoki keresztje a csillaggal kitüntetést.
Anyanyelvi szinten tud angolul és olaszul, illetve folyékonyan beszél franciául és spanyolul.

## Fordítás
Ez a szócikk részben vagy egészben  a   Paul Gallagher (bishop) című angol Wikipédia-szócikk ezen változatának fordításán alapul.  Az eredeti cikk szerkesztőit annak laptörténete sorolja fel. Ez a jelzés csupán a megfogalmazás eredetét és a szerzői jogokat jelzi, nem szolgál a cikkben szereplő információk forrásmegjelöléseként.